# Лейтон Алфред
Лейтон Алфред (англ. Leighton Alfred; нар. 27 серпня 1962) — колишній британський тенісист.
Найвищу одиночну позицію світового рейтингу — 421 місце досяг 8 липня 1985, парну — 190 місце — 9 вересня 1985 року.

## Титули на челленджерах

### Парний розряд: (1)
| Ранг | Дата          | Турнір             | Покриття | Партнер     | Суперники                  | Рахунок  |
| ---- | ------------- | ------------------ | -------- | ----------- | -------------------------- | -------- |
| 1.   | 28 липня 1985 | Стамбул, Туреччина | Ґрунт    | Том Нейссен | Ґуставо Луса Едуардо Массо | 6–2, 6–3 |